# Jack Drury
Jack Drury (Nueva York, Nueva York, 3 de febrero de 2000) es un jugador profesional estadounidense de hockey sobre hielo que se desempeña en la posición de centro en Carolina Hurricanes, equipo de la National Hockey League (NHL).

## Carrera
Fue seleccionado en la segunda ronda en la NHL Entry Draft de 2018. En 2021 hizo su debut profesional con el equipo Carolina Hurricanes, donde lleva jugando tres temporadas.